# ポルトガル語公用語アフリカ諸国

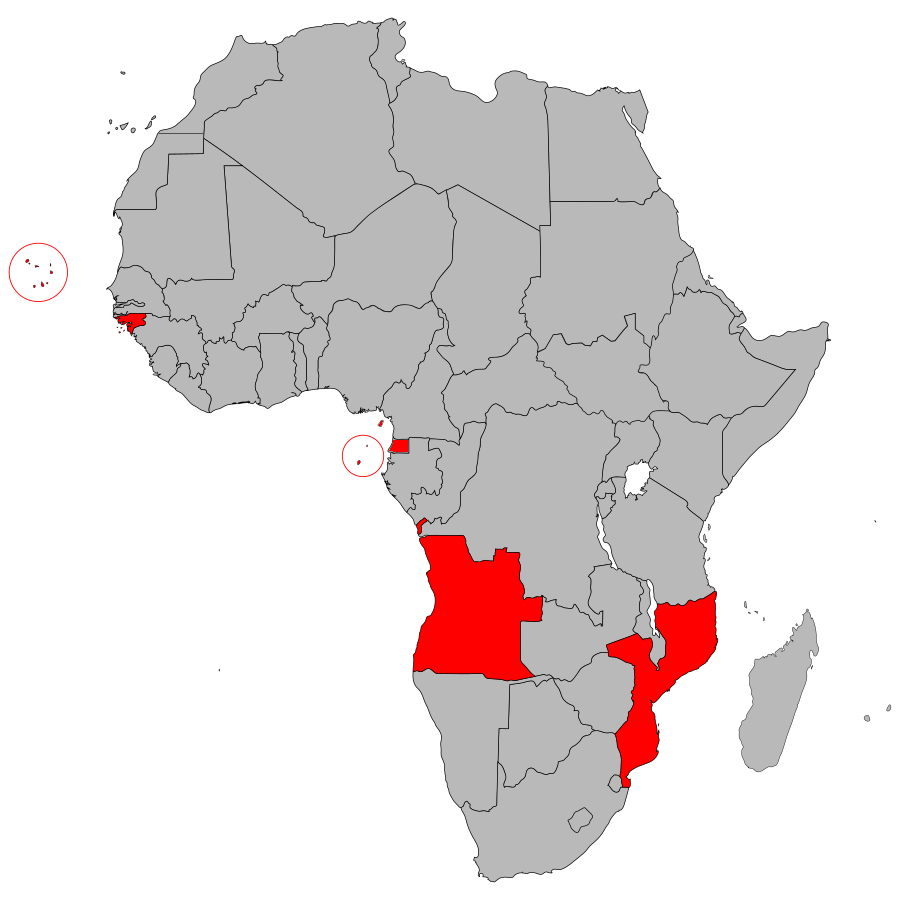
赤がポルトガル語公用語アフリカ諸国。

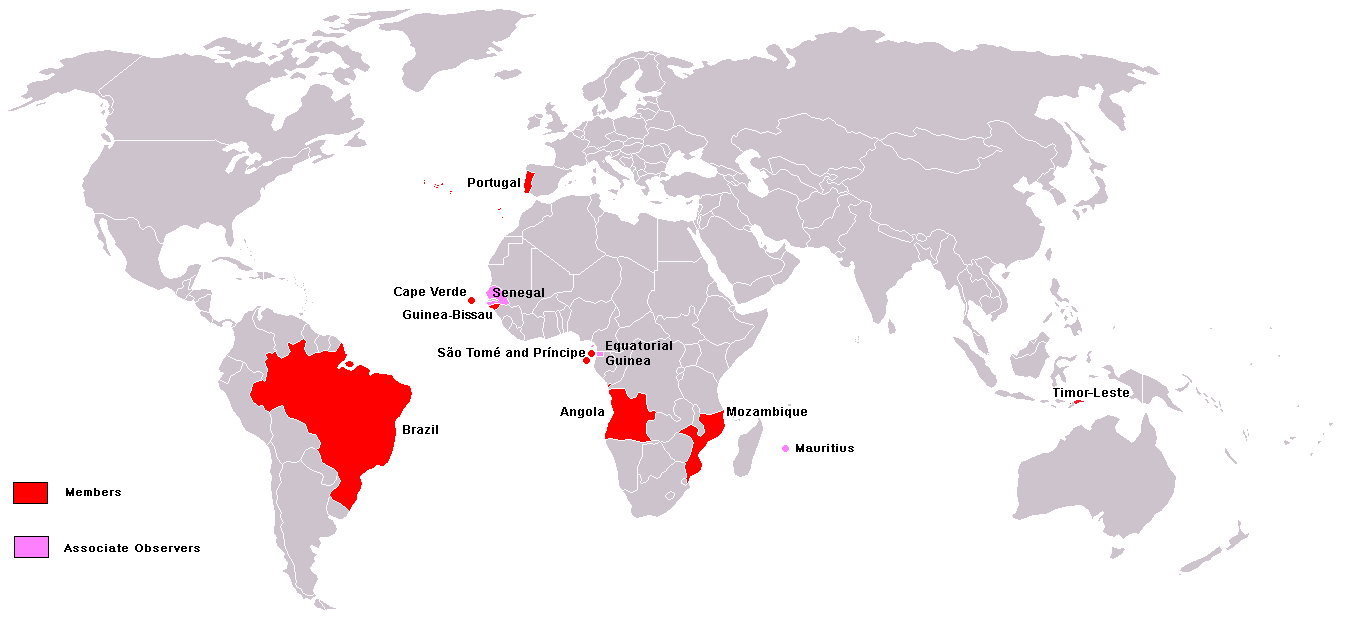
赤がポルトガル語諸国共同体（CPLP）加盟国。

ポルトガル語公用語アフリカ諸国（ポルトガルごこうようごアフリカしょこく、ポルトガル語: Países Africanos de Língua Oficial Portuguesa、PALOP）は、ポルトガル語を公用語とするアフリカ諸国、つまりアンゴラ、カーボベルデ、ギニアビサウ、モザンビーク、サントメ・プリンシペからなる、アフリカの5ヶ国のグループである。これら諸国はポルトガル語諸国共同体 (CPLP) にも加盟している。英語では"Portuguese-Speaking African Countries"（ポルトガル語話者アフリカ諸国）と訳される。
これら5ヶ国はポルトガル帝国の旧植民地であり、1974年のカーネーション革命の直後に独立した。これに加えて、旧スペイン植民地でありながらもCPLPに加盟する目的と赤道ギニアに属する旧ポルトガル植民地のアンノボン島の住民がポルトガル語を話す事からポルトガル語を第三公用語に追加した赤道ギニアもこれに加わる。
PALOP諸国は多くの相互条約をポルトガル、欧州連合、ブラジル、その他多くの国家・国際組織と結び、同時にそれら諸国から文化、教育、ポルトガル語などの分野の開発と保全の援助を受けている。
PALOP諸国:
- アンゴラ
- カーボベルデ
- ギニアビサウ
- 赤道ギニア
- モザンビーク
- サントメ・プリンシペ